# Cambra obscura (pel·lícula)
Cambra obscura  (títol original: Cámara oscura) és una pel·lícula espanyola dirigida per Pau Freixas estrenada l'any 2004. Ha estat doblada al català

## Argument
Un grup de joves, entre els quals Sara, una periodista, Víctor un jove tímid, la seva esposa Thais embarassada, i dos instructors de submarinisme Ivan i Edgar, coincideix a Costa de Marfil, inscrits en la mateixa expedició de submarinisme. En arribar al lloc on han de fer les seves pràctiques de submarinisme, troben flotant el cadàver d'un home amb visibles signes de tortura. La situació es complica quan, a causa d'un accident queden aïllats al mig de l'oceà. La seva salvació es pot fer possible quan veuen aparèixer un vell mercant.

## Repartiment
- Silke
- Unax Ugalde
- Andrés Gertrudix
- Diana Lázaro
- Adrià Collado
- Hèctor Claramunt
- Lluís Homar
- Juan Hernández
- Josep M. Domènech
- Lluís Soler

## Rebuda
- "La més digna de les intrigues juvenils de producció espanyola estrenada fins ara. (...) s'enfonsa en els terrenys del pànic des de la versemblança"[3]